# پرواز ۶۲۹ یونایتد ایرلاینز
پرواز ۶۲۹ یونایتد ایرلاینز هواپیمایی داگلاس دی‌سی-۶بی بود که در ۱ نوامبر ۱۹۵۵ در اثر انفجار دینامیتی که در یکی از چمدان‌های بار جاسازی شده بود سقوط کرد. انفجار در ساعت ۷:۰۳ بعدازظهر بر فراز لانگمانت، کلرادو، هنگامی که هواپیما از دنور به سمت پورتلند و سیاتل در پرواز بود رخ داد. تمامی ۳۹ سرنشین و ۵ خدمهٔ این هواپیما در اثر انفجار و سقوط کشته شدند.  سرنشینان هواپیما بین ۱۳ ماه تا ۸۱ سال عمر داشتند.
تحقیقات بعدی نشان داد که عامل بمب‌گذاری فردی بنام جک گیلبرت گراهام، فرزند یکی از سرنشینان هواپیما بنام دیزی کینگ بوده که برای انتقام از دوران کودکی خود و نیز دریافت بیمهٔ عمر مادرش دست به این کار زده است.
جک گیلبرت گراهام در ۱۱ ژانویهٔ ۱۹۵۷ با اتاق گاز اعدام شد.